# Украина на летних Паралимпийских играх 2016
Украина на летних Паралимпийских играх 2016 в Рио-де-Жанейро, Бразилия представлена 172 спортсменами в 15 видах спорта (академическая гребля, велоспорт, волейбол сидя, дзюдо, фехтование на колясках, плавание, настольный теннис, пулевая стрельба, стрельба из лука, футбол ДЦП, велотрек шоссе, паратриатлон, гол-болл).

## Медали
| Золото  | |                                                                        |             |
| №       | Спортсмены | Вид спорта (дисциплина)                                                | Дата        |
| 1       | Евгений Богодайко                                                                                             | Плавание (100 м на спине, S7, мужчины)                                 | 8 сентября  |
| 2       | Инна Черняк                                                                                                   | Дзюдо (57 кг, женщины)                                                 | 9 сентября  |
| 3       | Геннадий Бойко                                                                                                | Плавание (100 м на спине, S1, мужчины)                                 | 9 сентября  |
| 4       | Игорь Цветов                                                                                                  | Лёгкая атлетика (бег на 100 м, T35, мужчины)                           | 9 сентября  |
| 5       | Максим Крипак                                                                                                 | Плавание (50 м вольным стилем, S10, мужчины)                           | 9 сентября  |
| 6       | Дмитрий Залевский                                                                                             | Плавание (100 м на спине, S11, мужчины)                                | 9 сентября  |
| 7       | Екатерина Истомина                                                                                            | Плавание (100 м баттерфляем, S8, женщины)                              | 9 сентября  |
| 8       | Лидия Соловьёва                                                                                               | Пауэрлифтинг (до 50 кг, женщины)                                       | 10 сентября |
| 9       | Елизавета Мерешко                                                                                             | Плавание (50 м вольным стилем, S6, женщины)                            | 10 сентября |
| 10      | Дмитрий Виноградец                                                                                            | Плавание (50 м на спине, S3, мужчины)                                  | 10 сентября |
| 11      | Егор Дементьев                                                                                                | Велоспорт (трек/гонка преследование, C5, мужчины)                      | 10 сентября |
| 12      | Максим Крипак                                                                                                 | Плавание (100 м на спине, S10, мужчины)                                | 10 сентября |
| 13      | Лейля Аджаметова                                                                                              | Лёгкая атлетика (бег на 100 м, Т13, Женщины)                           | 11 сентября |
| 14      | Роман Полянский                                                                                               | Академическая гребля (одиночка, ASM1x, мужчины)                        | 11 сентября |
| 15      | Елизавета Мерешко                                                                                             | Плавание (100 м брассом, SB5, женщины)                                 | 11 сентября |
| 16      | Алексей Федина                                                                                                | Плавание (100 м брассом, SB13, мужчины)                                | 11 сентября |
| 17      | Денис Дубров                                                                                                  | Плавание (200 м кмп, SM10, мужчины)                                    | 11 сентября |
| 18      | Наталия Космина                                                                                               | Настольный теннис (индивидуальные соревнования, 11, женщины)           | 11 сентября |
| 19      | Игорь Цветов                                                                                                  | Лёгкая атлетика (бег на 200 м, T35, мужчины)                           | 12 сентября |
| 20      | Антон Дацко                                                                                                   | Паралимпийское фехтование (фехтование на саблях, категория В, мужчины) | 12 сентября |
| 21      | Андрей Демчук                                                                                                 | Паралимпийское фехтование (фехтование на саблях, категория А, мужчины) | 12 сентября |
| 22      | Денис Дубров                                                                                                  | Плавание (100 м баттерфляем, SM10, мужчины)                            | 12 сентября |
| 23      | Василий Ковальчук                                                                                             | Стрельба (пневматическая винтовка, 10 метров, мужчины)                 | 13 сентября |
| 24      | Елизавета Мерешко                                                                                             | Плавание (400 м вольным стилем, S6, женщины)                           | 13 сентября |
| 25      | Евгений Богодайко                                                                                             | Плавание (200 м кмп, SM&, мужчины)                                     | 13 сентября |
| 26      | Максим Крипак                                                                                                 | Плавание (100 м вольным стилем, S10, мужчины)                          | 13 сентября |
| 27      | Оксана Зубковская                                                                                             | Лёгкая атлетика (прыжки в длину, T12, женщины)                         | 13 сентября |
| 28      | Егор Дементьев                                                                                                | Велоспорт (шоссе, C5, мужчины)                                         | 14 сентября |
| 29      | Максим Крипак, Александр Комаров, Богдан Гриненко, Денис Дубров                                               | Плавание (4*100 м вольным стилем, 34pts (S6, S10, S8, S10), мужчины)   | 14 сентября |
| 30      | Сергей Клипперт                                                                                               | Плавание (100 м на спине, S12, мужчины)                                | 14 сентября |
| 31      | Анна Стеценко                                                                                                 | Плавание (50 м вольным стилем, S13, женщины)                           | 14 сентября |
| 32      | Сергей Емельянов                                                                                              | Параканоэ (спринт 200 м, KL3, мужчины)                                 | 15 сентября |
| 33      | Максим Крипак                                                                                                 | Плавание (400 м вольным стилем, ?, мужчины)                            | 15 сентября |
| 34      | Евгений Богодайко                                                                                             | Плавание (100 м брассом, S10, мужчины)                                 | 15 сентября |
| 35      | Геннадий Бойко                                                                                                | Плавание (50 м на спине, S1, мужчины)                                  | 15 сентября |
| 36      | Виктор Дидух, Максим Николенко, Михаил Попов                                                                  | Настольный теннис (командные соревнования, класс 6-8, мужчины)         | 16 сентября |
| 37      | Анна Стеценко                                                                                                 | Плавание (100 м вольным стилем, S13, женщины)                          | 16 сентября |
| 38      | Футбольная сборная с последствиями ДЦП                                                                        | Футбол 7×7 (футбол (7*7), мужчины)                                     | 16 сентября |
| 39      | Елизавета Мерешко                                                                                             | Плавание (100 м вольным стилем, S6, женщины)                           | 17 сентября |
| 40      | Максим Веракса                                                                                                | Плавание (50 м на спине, S12, мужчины)                                 | 17 сентября |
| 41      | Анна Стеценко                                                                                                 | Плавание (100 м на спине, S13, женщины)                                | 17 сентября |
| Серебро | |                                                                        |             |
| №       | Спортсмены | Вид спорта (дисциплина)                                                | Дата        |
| 1       | Денис Дубров                                                                                                  | Плавание (100 м брассом, SB9, мужчины)                                 | 8 сентября  |
| 2       | Евгений Богодайко                                                                                             | Плавание (50 м вольным стилем, S7, мужчины)                            | 9 сентября  |
| 3       | Ольга Ковальчук                                                                                               | Стрельба (пневматический пистолет, 10 м P2, женщины SH1)               | 9 сентября  |
| 4       | Дмитрий Соловей                                                                                               | Дзюдо (73 кг, ?, мужчины)                                              | 9 сентября  |
| 5       | Ирина Гусева                                                                                                  | Дзюдо (63 кг, ?, женщины)                                              | 9 сентября  |
| 6       | Оксана Хруль                                                                                                  | Плавание (50 м баттерфляем, S6, женщины)                               | 9 сентября  |
| 7       | Анастасия Мисник                                                                                              | Лёгкая атлетика (метание ядра, F20, женщины)                           | 10 сентября |
| 8       | Александр Назаренко                                                                                           | Дзюдо (90 кг, мужчины)                                                 | 10 сентября |
| 9       | Виктория Савцова                                                                                              | Плавание (50 м вольным стилем, S6, женщины)                            | 10 сентября |
| 10      | Ярослав Денисенко                                                                                             | Плавание (200 м комплексное плавание, SM13, мужчины)                   | 10 сентября |
| 11      | Зоя Овсий | Лёгкая атлетика (метание булавы, F51, женщины)                         | 11 сентября |
| 12      | Виктория Савцова                                                                                              | Плавание (100 м брассом, SB5, женщины)                                 | 11 сентября |
| 13      | Максим Крипак                                                                                                 | Плавание (200 м кмп, SM10, мужчины)                                    | 11 сентября |
| 14      | Оксана Ботурчук                                                                                               | Лёгкая атлетика (бег 200 м, T12, женщины)                              | 12 сентября |
| 15      | Евгений Богодайко                                                                                             | Плавание (50 м баттерфляем, S7, мужчины)                               | 12 сентября |
| 16      | Максим Крипак                                                                                                 | Плавание (100 м баттерфляем, S10, мужчины)                             | 12 сентября |
| 17      | Анна Стеценко                                                                                                 | Плавание (400 м вольным стилем, S13, женщины)                          | 12 сентября |
| 18      | Ярослав Денисенко                                                                                             | Плавание (400 м вольным стилем, SM13, мужчины)                         | 12 сентября |
| 19      | Ольга Свидерская                                                                                              | Плавание (150 м кмп, SM4, женщины)                                     | 12 сентября |
| 20      | Дмитрий Виноградец                                                                                            | Плавание (50 м вольным стилем, S3, мужчины)                            | 13 сентября |
| 21      | Наталья Езловецкая                                                                                            | Лёгкая атлетика (бег 400 м, T20, женщины)                              | 13 сентября |
| 22      | Ярина Матло                                                                                                   | Плавание (100 м на спине, S12, женщины)                                | 14 сентября |
| 23      | Мария Лафина                                                                                                  | Плавание (50 м брассом, SB3, женщины)                                  | 14 сентября |
| 24      | Дмитрий Виноградец                                                                                            | Плавание (200 м вольным стилем, S3, мужчины)                           | 15 сентября |
| 25      | Мария Помазан                                                                                                 | Лёгкая атлетика (толкание ядра, F35, женщины)                          | 15 сентября |
| 26      | Наталия Лагутенко                                                                                             | Параканоэ (спринт 200 м, KL2, женщины)                                 | 15 сентября |
| 27      | Денис Дубров                                                                                                  | Плавание (400 м вольным стилем, S10, мужчины)                          | 15 сентября |
| 28      | Роман Павлик                                                                                                  | Лёгкая атлетика (бег 400 м, Т36, мужчины)                              | 16 сентября |
| 29      | Богдан Гриненко                                                                                               | Плавание (50 м вольным стилем, S8, мужчины)                            | 16 сентября |
| 30      | Николай Диброва                                                                                               | Лёгкая атлетика (толкание ядра, F36, мужчины)                          | 16 сентября |
| 31      | Виктор Смирнов                                                                                                | Плавание (200 м кмп, SМ11, мужчины)                                    | 16 сентября |
| 32      | Ярослав Денисенко                                                                                             | Плавание (100 м вольным стилем, S13, мужчины)                          | 16 сентября |
| 33      | Дмитрий Виноградец                                                                                            | Плавание (150 м кмп, SМ3, мужчины)                                     | 16 сентября |
| 34      | Виктория Савцова                                                                                              | Плавание (100 м вольным стилем, S6, женщины)                           | 17 сентября |
| 35      | Оксана Ботурчук                                                                                               | Лёгкая атлетика (400 м, Т12, женщины)                                  | 17 сентября |
| 36      | Ярослав Денисенко                                                                                             | Плавание (100 м на спине, S13, мужчины)                                | 17 сентября |
| 37      | Юрий Божинский, Денис Дубров, Максим Крипак, Евгений Богодайко                                                | Плавание (эстафета 4*100 м комплексом, мужчины)                        | 17 сентября |
| Бронза  | |                                                                        |             |
| №       | Спортсмены | Вид спорта (дисциплина)                                                | Дата        |
| 1       | Ольга Свидерская                                                                                              | Плавание (100 м вольным стилем, S3, женщины)                           | 8 сентября  |
| 2       | Оксана Хруль                                                                                                  | Плавание (100 м на спине, S6, женщины)                                 | 8 сентября  |
| 3       | Ярослав Семененко                                                                                             | Плавание (100 м на спине, S6, мужчины)                                 | 8 сентября  |
| 4       | Давид Хорава                                                                                                  | Дзюдо (66 кг, ?, мужчины)                                              | 8 сентября  |
| 5       | Юлия Галинская                                                                                                | Дзюдо (48 кг, ?, женщины)                                              | 8 сентября  |
| 6       | Руслан Катышев                                                                                                | Лёгкая атлетика (прыжок в длину, Т11, мужчины)                         | 8 сентября  |
| 7       | Роман Данилюк                                                                                                 | Лёгкая атлетика (толкание ядра, F11/12, мужчины)                       | 8 сентября  |
| 8       | Александр Косинов                                                                                             | Дзюдо (81 кг, мужчины)                                                 | 9 сентября  |
| 9       | Антон Коль | Плавание (100 м на спине, S1, мужчины)                                 | 9 сентября  |
| 10      | Сергей Паламарчук                                                                                             | Плавание (100 м на спине, S2, мужчины)                                 | 9 сентября  |
| 11      | Ирина Соцкая                                                                                                  | Плавание (100 м на спине, S2, женщины)                                 | 9 сентября  |
| 12      | Денис Дубров                                                                                                  | Плавание (50 м вольным стилем, S10, мужчины)                           | 9 сентября  |
| 13      | Юрий Божинский, Дмитрий Виноградец, Андрей Деревинский, Елизавета Мерешко, Виктория Савцова, Ольга Свидерская | Плавание (эстафета 4*50 м вольным стилем, 20 баллов, смешанная)        | 9 сентября  |
| 14      | Даниил Чуфаров                                                                                                | Плавание (200 м комплексное плавание, SM13, мужчины)                   | 10 сентября |
| 15      | Денис Дубров                                                                                                  | Плавание (100 м на спине, S10, мужчины)                                | 10 сентября |
| 16      | Дмитрий Прудников                                                                                             | Лёгкая атлетика (прыжок в длину, F20, мужчины)                         | 11 сентября |
| 17      | Дмитрий Ванзенко                                                                                              | Плавание (200 м кмп, SM1, мужчины)                                     | 11 сентября |
| 18      | Сергей Паламарчук                                                                                             | Плавание (200 м вольным стилем, S2, мужчины)                           | 11 сентября |
| 19      | Роман Павлик                                                                                                  | Лёгкая атлетика (прыжок в длину, Т36, мужчины)                         | 12 сентября |
| 20      | Марина Поддубная                                                                                              | Плавание (50 м вольным стилем, S11, женщины)                           | 12 сентября |
| 21      | Максим Веракса                                                                                                | Плавание (100 м брассом, SB12, мужчины)                                | 13 сентября |
| 22      | Евгения Бреус                                                                                                 | Паралимпийское фехтование (фехтование на шпагах, категория А, женщины) | 13 сентября |
| 23      | Олег Науменко                                                                                                 | Паралимпийское фехтование (фехтование на шпагах, категория В, мужчины) | 13 сентября |
| 24      | Марина Литовченко                                                                                             | Настольный теннис (одиночка, C6, женщины)                              | 13 сентября |
| 25      | Алексей Денисюк                                                                                               | Стрельба (вольный пистолет, 50 метров, SH1, мужчины)                   | 14 сентября |
| 26      | Александр Мащенко                                                                                             | Плавание (100 м баттерфляем, S11, мужчины)                             | 14 сентября |
| 27      | Зоя Овсий | Лёгкая атлетика (метание диска, F51, женщины)                          | 14 сентября |
| 28      | Антон Коль | Плавание (50 м на спине, S1, мужчины)                                  | 15 сентября |
| 29      | Сергей Паламарчук                                                                                             | Плавание (50 м на спине, S2, мужчины)                                  | 15 сентября |
| 30      | Ирина Соцкая                                                                                                  | Плавание (50 м на спине, S2, женщины)                                  | 15 сентября |
| 31      | Людмила Данилина                                                                                              | Лёгкая атлетика (1500 м, Т20, женщины)                                 | 16 сентября |
| 32      | Евгений Богодайко                                                                                             | Плавание (100 м вольным стилем, S7, мужчины)                           | 16 сентября |
| 33      | Виктор Божинский                                                                                              | Плавание (50 м вольным стилем, S8, мужчины)                            | 16 сентября |
| 34      | Марина Вербова                                                                                                | Плавание (100 м на спине, SВ12, женщины)                               | 16 сентября |
| 35      | Максим Веракса                                                                                                | Плавание (100 м вольным стилем, S13, мужчины)                          | 16 сентября |
| 36      | Лейля Аджаметова                                                                                              | Лёгкая атлетика (400 м, Т13, женщины)                                  | 17 сентября |
| 37      | Александр Комаров                                                                                             | Плавание (100 м вольным стилем, S13, мужчины)                          | 17 сентября |
| 38      | Илья Яременко                                                                                                 | Плавание (50 м вольным стилем, S12, мужчины)                           | 17 сентября |
| 39      | Андрей Деревинский                                                                                            | Плавание (50 м вольным стилем, S4, мужчины)                            | 17 сентября |

| Медали по видам спорта | Медали по видам спорта | Медали по видам спорта | Медали по видам спорта | Медали по видам спорта |
| ---------------------- | ---------------------- | ---------------------- | ---------------------- | ---------------------- |
| Вид спорта             | 1                      | 2                      | 3                      | Итого                  |
| Дзюдо                  | 1                      | 3                      | 3                      | 7                      |
| Лёгкая атлетика        | 4                      | 8                      | 7                      | 19                     |
| Плавание               | 25                     | 24                     | 25                     | 74                     |
| Стрельба               | 1                      | 1                      | 1                      | 3                      |
| Пауэрлифтинг           | 1                      | 0                      | 0                      | 1                      |
| Велоспорт              | 2                      | 0                      | 0                      | 2                      |
| Настольный теннис      | 2                      | 0                      | 1                      | 3                      |
| Академическая гребля   | 1                      | 0                      | 0                      | 1                      |
| Фехтование             | 2                      | 0                      | 2                      | 4                      |
| Футбол                 | 1                      | 0                      | 0                      | 1                      |
| Параканоэ              | 1                      | 1                      | 0                      | 2                      |
| Всего                  | 41                     | 37                     | 39                     | 117                    |

| Медали по дням | Медали по дням | Медали по дням | Медали по дням | Медали по дням |
| -------------- | -------------- | -------------- | -------------- | -------------- |
| Дата           | 1              | 2              | 3              | Итого          |
| 8 сентября     | 1              | 1              | 7              | 9              |
| 9 сентября     | 6              | 5              | 6              | 17             |
| 10 сентября    | 5              | 4              | 2              | 11             |
| 11 сентября    | 6              | 3              | 3              | 12             |
| 12 сентября    | 4              | 6              | 2              | 12             |
| 13 сентября    | 5              | 2              | 4              | 11             |
| 14 сентября    | 4              | 2              | 3              | 9              |
| 15 сентября    | 4              | 4              | 3              | 11             |
| 16 сентября    | 3              | 6              | 5              | 14             |
| 17 сентября    | 3              | 4              | 4              | 11             |
| Всего          | 41             | 37             | 39             | 117            |

| Медали по полу | Медали по полу | Медали по полу | Медали по полу | Медали по полу |
| -------------- | -------------- | -------------- | -------------- | -------------- |
| Пол            | 1              | 2              | 3              | Итого          |
| Мужчины        | 27             | 20             | 25             | 72             |
| Женщины        | 13             | 17             | 12             | 42             |
| Смешанные      | 1              | 0              | 2              | 3              |
| Всего          | 41             | 37             | 39             | 117            |